# FK BSK Borča
BSK Borča – serbski klub piłkarski z siedzibą w Borčy.

## Stadion
Projekt nowego stadionu z 8000 miejscami jest gotowy do realizacji. Od kwietnia 2009 roku trwa budowa fundamentów pod zachodnią trybunę.

## Kibice
Kibice BSK Borčy nazywani są betonowymi.